# Буинское сельское поселение
Буи́нское сельское поселение — сельское поселение в Ибресинском районе Чувашской Республики Российской Федерации.

## Муниципально-территориальное деление
В состав Буинского сельского поселения входят поселок Буинск, поселок Сехнер, поселок Мирный.

## Физико-географическое положение
Находится в южной части Ибресинского района, на расстоянии 15 км от районного центра Ибреси. На севере граничит с Березовским и Ширтанским сельскими поселениями, на востоке с Малокармалинским поселением, на юго-западе с Бахтигильдийским сельским поселением, на юге с Кирским поселением и на западе с Сиявским сельским поселением.
Буинское сельское поселение занимает 7,9 % от площади Ибресинского района на которой проживает 5,8 % поселения (от общего населения Ибресинского района). По территории протекает река Сехнер. Насчитывается более десятка прудов.

## Население
В последние 2009-2019 гг. наблюдалась устойчивая тенденция снижения населения. На 2007 г. население составляло: п. Буинск — 1621 чел., п. Мирный — 24 чел., п. Сехнер — 39 чел. Всего 1684 чел. Плотность населения 46,3 чел/км². На 2016 г. население составляло: п. Буинск — 1367 чел., п. Мирный -—4 чел., п. Сехнер — 9 чел. Всего 1380 человек.